# Yeren
Yeren (Tiếng Trung Quốc: 野人, "Dã Nhân") là một sinh vật bí ẩn giống người hoặc vượn, khó nắm bắt, di chuyển bằng hai chân. Có thể là một phiên bản Trung Quốc của Bigfoot. Sinh sống ở các vùng núi hoang sơ thuộc khu vực Thần Nông Giá của Trung Quốc.
Năm 1942, ông Liu Jikuan lúc còn nhỏ, khi xảy ra cuộc chiến tranh Trung Quốc - Nhật Bản, ông đã chứng kiến một trung đoàn quân đội đi qua ngôi làng của mình đã bắt được hai người Yeren, xích và kéo lê trên đường.
Một số người cho rằng Yeren là một chủng loài vượn khổng lồ được cho là đã tuyệt chủng từ lâu với danh pháp khoa học là Gigantopithecus. Hóa thạch loài Gigantopithecus đã từng được phát hiện ở Trung Quốc và Đông Nam Á.

## Miêu tả
Theo mô tả, Yeren được cho là cao khoảng 1,8 - 2,4m, trên khắp cơ thể được bao phủ bởi một lớp lông dày có màu đỏ hung, cam hoặc đen; có đôi mắt to và hơi lồi; răng to như răng ngựa; đi thẳng bằng 2 chân như người; mái tóc dài; khuôn mặt có nét khá giống khỉ. Yeren còn được biết đến là một sinh vật có tốc độ di chuyển rất nhanh và mạnh mẽ; 2 cánh tay dài cùng với bàn chân lớn. Tương tự như Người Rừng ở Việt Nam, theo lời kể, Yeren sẽ cười khi bắt được một người nào đó.